# Faalbänder
Als Faalbänder bezeichnete man im 19. Jahrhundert in Norwegen im Bergbau, insbesondere in Kongsberg, hornblendereiches Gestein, in dem die Eisenerzgänge sehr stark vertreten waren und das auch selbst sehr erzhaltig war.

## Belege
1. ↑  Bernhard von Cotta (Hrsg.): Leitfaden und Vadenmecum der Geognosie als 3 Aufl. Des Grundrisses der Geognosie und Geologie. Dresden/Leipzig 1849, S. 162; A. Daubrée: Scandinaviens Erzlagerstätten. Übersetzt von G. Leonhard, Stuttgart 1846, S. 37 und 44.